# Dally Randriantefy
Dally Randriantefy (Antananarivo, 23 febbraio 1977) è un'ex tennista malgascia.

## Biografia
Avviata al tennis dal padre, un insegnante di educazione fisica, durante l'infanzia ha anche praticato ginnastica ritmica, danza classica e salsa. Ha due sorelle minori, una delle quali è diventata anch'essa tennista professionista (Natacha Randriantefy).

## Carriera
A livello juniores ha vinto 7 titoli ITF di singolare e 3 di doppio. Come professionista è stata giocatrice di buonissimo livello, pur senza mai riuscire a vincere tornei; per quanto riguarda il Grande Slam ha ottenuto i suoi migliori risultati raggiungendo il terzo turno nel singolare dell'Australian Open nel 1995, dell'Open di Francia nel 2003 e dell' US Open 1996. Ha preso parte a tre edizioni olimpiche (1992, 1996 e 2004; in quella del 1996 anche come doppista, insieme alla sorella): è uscita ogni volta al primo turno. Nel 2005 ha raggiunto la 44ª posizione nel ranking mondiale del singolare: prima di lei nessuna tennista malgascia era mai entrata tra le prime 100 del mondo. Si è ritirata nel 2006, dopo aver perso al primo turno dell'Australian Open contro Akgul Amanmuradova.

## Statistiche

### Risultati in progressione
| Sigla | Risultato               |
| ----- | ----------------------- |
| V     | Vincitore               |
| F     | Finalista               |
| SF    | Semifinalista           |
| O     | Oro olimpico            |
| A     | Argento olimpico        |
| SF    | Bronzo olimpico         |
| QF    | Quarti di Finale        |
| 4T    | Quarto turno            |
| 3T    | Terzo turno             |
| 2T    | Secondo turno           |
| 1T    | Primo turno             |
| RR    | Round Robin             |
| LQ    | Turno di qualificazione |
| A     | Assente                 |
| ND    | Non disputato           |

| Legenda superfici    |
| -------------------- |
| Cemento              |
| Terra battuta        |
| Erba                 |
| Superficie variabile |

#### Singolare nei tornei del Grande Slam
| Torneo          | 1995 | 1996 | 1997 | 1998 | 1999 | 2000 | 2001 | 2002 | 2003 | 2004 | 2005 | 2006 |
| --------------- | ---- | ---- | ---- | ---- | ---- | ---- | ---- | ---- | ---- | ---- | ---- | ---- |
| Australian Open | 3T   | 2T   | 1T   | A    | A    | A    | A    | A    | 1T   | 1T   | 2T   | 1T   |
| Open di Francia | A    | 2T   | A    | A    | A    | A    | A    | 2T   | 3T   | 1T   | 1T   | A    |
| Wimbledon       | A    | 1T   | A    | A    | A    | A    | A    | A    | 1T   | 1T   | 1T   | A    |
| US Open         | 1T   | 3T   | A    | A    | A    | A    | A    | A    | 1T   | 2T   | 2T   | A    |

#### Doppio nei tornei del Grande Slam
| Torneo          | 1995 | 1996 | 1997 | 1998 | 1999 | 2000 | 2001 | 2002 | 2003 | 2004 | 2005 | 2006 |
| --------------- | ---- | ---- | ---- | ---- | ---- | ---- | ---- | ---- | ---- | ---- | ---- | ---- |
| Australian Open | A    | A    | A    | A    | A    | A    | A    | A    | A    | A    | A    | 1T   |
| Open di Francia | A    | A    | A    | A    | A    | A    | A    | A    | A    | A    | 1T   | A    |
| Wimbledon       | A    | A    | A    | A    | A    | A    | A    | A    | A    | A    | 1T   | A    |
| US Open         | A    | A    | A    | A    | A    | A    | A    | A    | A    | A    | 2T   | A    |

#### Doppio misto nei tornei del Grande Slam
Nessuna partecipazione